# 巴特布卢毛
巴特布卢毛是奥地利施蒂利亚州菲尔斯滕费尔德县的一个市镇。总面积37.31平方公里，总人口1594人，人口密度42.7人/平方公里（2001年）。